# Osvaldo Tofani
Osvaldo Tofani, né le 18 septembre 1849 à Florence et mort le 4 décembre 1915 à Paris 18e, est un artiste peintre, aquarelliste, dessinateur, graveur et illustrateur italien.

## Biographie
Oswaldo Ettoro Giuseppe Maria Tofani naît à Florence le 18 septembre 1849.
Osvaldo Tofani fait ses débuts à L'Illustration comme dessinateur au milieu des années 1870. Ce « maître du crayon » comme aimera à le qualifier la critique trente ans plus tard, avait commencé un apprentissage en tant que typographe chez un imprimeur florentin. Marc, le patron de l'Illustration repère ses premiers dessins dans un numéro de L'Illustrazione universale publié à Milan en 1874.
Peu à peu, il collabore à de plus en plus de journaux. Ses premières de couverture pour Le Petit Journal illustré gravées avec précision par Fortuné Méaulle sont aujourd'hui mythiques. Son travail est également visible dans L'Actualité, Le Monde illustré, Le Figaro illustré, Le Tour du monde, mais aussi dans des magazines humoristiques comme Le Rire ou étrangers comme The Graphic.
Au début des années 1900, il contribue plus spécialement pour Le Pèlerin et les diverses publications populaires de Jules Rouff, comme Les Faits-divers illustrés.
Il illustre un certain nombre d'ouvrages, notamment publiés dans la collection Modern-Bibliothèque et par l'imprimerie Mame, exécutant à ses débuts quelques gravures sur bois. 
Osvaldo Tofani meurt à la maison de la Légion d'honneur de Saint-Raphaël à Paris, le 4 décembre 1915,.

## Vie privée
Sur le plan personnel, Tofani a élevé le neveu de sa compagne Aurélie, le jeune Oswald Perrelle, né en juillet 1897 à Paris. Oswald Perrelle étudie la sculpture à l'école Bernard Palissy et aux Beaux-Arts de Paris avec son ami Pierre Bouret, et travaille comme sculpteur ornemaniste pour des façades d'immeubles. Oswald Perrelle est blessé à Verdun pendant la Première Guerre mondiale, il entre à la SNCF tout en maintenant une activité artistique, comme peintre, réussissant à se construire une réputation. Il crée un petit atelier de peinture avec Jean Legros comme professeur (ce qui lui a valu la médaille des Arts et Lettres). D'abord peintre figuratif, Legros lui fait découvrir le cubisme et Oswald Perrelle subit l'influence de peintres comme Jean Bazaine, Alfred Manessier ou André Lhote. Beaucoup de ses paysages sont inspirés par la Bretagne (Camaret, pointe du Toulinguet, Kerity), les Pyrénées orientales (Port-Vendres, Port-Bou, Collioure), la Provence (Biot, Bandol, Aix-en-Provence), les Baléares (Puerto de Pollensa), suivant ses recherches de nouvelles lumières. Il travaille en mélangeant la peinture à l'huile et le pastel. Il expose au Salon d'hiver de 1947 à environ 1950.[réf. nécessaire]

## Ouvrages illustrés
- Jules Girardin, Le Roman d'un cancre, illustré de 121 gravures dessinées sur bois, Paris, Hachette, 1883.
- J. Girardin, La Famille Gaudry, illustré de 112 vignettes dessinées par Tofani, Librairie Hachette et Cie, Paris, 1885.
- Œuvres, proses et poésies de François Coppée, 11 volumes in-8°, 1888 à 1897, illustrée de dessins avec François Flameng.
- Jules Cardoze, Le Sonneur de Saint-Merry, Jules Rouff et Cie, [1890-1892].
- Gyp, La Bonne Galette. Martinette, Paris Fayard, 1907 avec Gino Starace.
- Théodore de Banville, Lecture, Parie-Noël 1885-1886.